# Matang Ulim (Baktiya)
Matang Ulim is een bestuurslaag in het regentschap Aceh Utara van de provincie Atjeh, Indonesië. Matang Ulim telt 447 inwoners (volkstelling 2010).